# 46e division d'infanterie (Allemagne)
Pour les articles homonymes, voir 46e division.
La  46e division d'infanterie est une des divisions d'infanterie de l'armée allemande (Wehrmacht) durant la Seconde Guerre mondiale.

## Théâtres d'opérations
- 1er septembre au 6 octobre 1939 : campagne de Pologne.
- 6 avril au 28 mai 1941 : bataille de Grèce.
- En septembre 1941 la division participe à l'opération Barbarossa intégrée à l'armée allemande "du sud" et à la conquête de la Crimée à Sébastopol. En janvier 1942 la division est prise au piège vers Kertch.

En mars 1942 elle est à Simferopol.